# Берковиц, Питер
Питер Берковиц (англ. Peter Berkowitz; р. 1959) — американский политолог, бывший профессор права, старший научный сотрудник Стэнфордского университета и Института Гувера. Он имеет степень доктора права и доктора философии и политологии Йельского университета; степень магистра философии Еврейского университета в Иерусалиме; и степень бакалавра английской литературы в Суортморском колледже (1981).
Берковиц преподавал конституционное право и юриспруденцию в университете Джорджа Мейсона с 1999 по 2007 год и политическую философию в департаменте правительства в Гарвардском университете с 1990 по 1999 год.
В 1997 году, после того, как президент Гарвардского университета Нейл Раденстин отверг рекомендации правительства и оспорил его пребывание на посту, Берковиц поставил под сомнение процесс, с помощью которого Раденстин достиг своего решения с помощью внутренней процедуры рассмотрения жалоб Гарварда. Наконец, в 2000 году он был призван в суд за нарушение условий контракта относительно Гарварда. В 2003 году Высший судебный суд штата Массачусетс отклонил его дело.
Он является одним из основателей и директором Израильской программы конституционного правительства и является членом консультативного совета по вопросам политики в Центре этики и публичной политики. Он входит в состав Совета директоров Национальной ассоциации ученых. Защищал Джорджа Буша и неоконсерваторов в политике. Он также писал статьи про либерализм и консерватизм в Соединённых Штатах. В 2003 году он написал статью в The Weekly Standard, что защищает философа Лео Штрауса от недоброжелателей, которые утверждали, что Штраус учил элитную группу высокопоставленных чиновников в администрации Буша, которые тайно манипулируют политиками.
Берковиц ранее входил в состав консультативной группы по вопросам внешней политики кандидата в президенты Республиканской партии Руди Джулиани.
Берковиц известен своей критикой американской высшего образования, особенно университетского городка культуры и университетского управления. Выступая в 2015 году, он подвел свою критику, как:
... то, что я вижу, это размытие и политизация основного учебного плана. Я вижу сворачивание свободы слова, свободы мнения и обсуждения в университетском городке. И все чаще, особенно в последние несколько лет, опустошение надлежащего процесса на территории кампуса для студентов которых обвиняли в эти дни, как правило, в сексуальных домогательствах и в случаях сексуального насилия. Так что я вижу плохую ситуацию.
Что касается свободы слова американских университетов и колледжей в кампусах, Берковиц выступает за надежный режим свободы языка. Как сказал консервативный писатель и комментатор Билл Кристол в ответ на спорное увольнение Ларри Саммерса с поста президента Гарварда, «Я хочу, чтобы в университете был президент, который будет говорить к входному класса» в этом колледже, в этом университете, вы имеете право обижаться . Если в течение семестра вы слышали мнение, что заставляет вас чувствовать себя неловко, неудобно, я хочу, чтобы вы пришли ко мне."

## Работы
- "Virtue and the Making of Modern Liberalism" (Princeton University Press, 1999).
- "Nietzsche: The Ethics of an Immoralist" (Harvard University Press, 1995).
- "Varieties of Conservatism in America", editor (Hoover Institution Press, 2004).
- "Varieties of Progressivism in America", editor (Hoover Institution Press, 2004)
- "The Future of American Intelligence", editor (Hoover Institution Press, 2005)
- "Terrorism, the Laws of War, and the Constitution: Debating the Enemy Combatant Cases", editor (Hoover Institution Press, 2005).
- "Never a Matter of Indifference: Sustaining Virtue in a Free Republic", editor (Hoover Institution Press, 2003).

Соредактор (с Тодом Линдбергом) серии книг "Hoover Studies in Politics, Economics, and Society" с 2005 г.